# Dessauer SV 98
Dessauer SV 98 (celým názvem: Dessauer Spielvereinigung von 1898) byl německý fotbalový klub, který sídlil v sasko-anhaltském městě Dessau-Roßlau. Založen byl v roce 1898 pod názvem Dessauer FC 98. Svůj poslední název nesl od roku 1911. Zanikl po ukončení druhé světové války, poté co byla všechna dřívější sportovní sdružení v sovětské okupační zóně zrušena. Své domácí zápasy odehrával na stadionu Kienfichten. Klubové barvy byly červená a bílá.
Největším úspěchem klubu byla celkem tříletá účast v Gaulize Mitte, jedné ze skupin tehdejší nejvyšší fotbalové soutěže na území Německa.

## Historické názvy
Zdroj: 
- 1902 – Dessauer FC 98 (Dessauer Fußballclub von 1898)
- 1911 – Dessauer SV 98 (Dessauer Spielvereinigung von 1898)
- 1945 – zánik

## Umístění v jednotlivých sezonách
Stručný přehled
Zdroj: 
- 1941–1944: Gauliga Mitte

Jednotlivé ročníky
Zdroj: 
Legenda: Z - zápasy, V - výhry, R - remízy, P - porážky, VG - vstřelené góly, OG - obdržené góly, +/- - rozdíl skóre, B - body, červené podbarvení - sestup, zelené podbarvení - postup, fialové podbarvení - reorganizace, změna skupiny či soutěže
| Velkoněmecká říše (1941 – 1944) |               |        |    |   |   |   |    |    |     |    |        |
| Sezóny                          | Liga          | Úroveň | Z  | V | R | P | VG | OG | +/- | B  | Pozice |
| 1941/42                         | Gauliga Mitte | 1      | 18 | 4 | 6 | 8 | 42 | 52 | -10 | 14 | 7.     |
| 1942/43                         | Gauliga Mitte | 1      | 18 | 7 | 3 | 8 | 47 | 61 | -14 | 17 | 6.     |
| 1943/44                         | Gauliga Mitte | 1      | 18 | 7 | 3 | 8 | 33 | 58 | -25 | 17 | 6.     |